# Hugo Hörlin

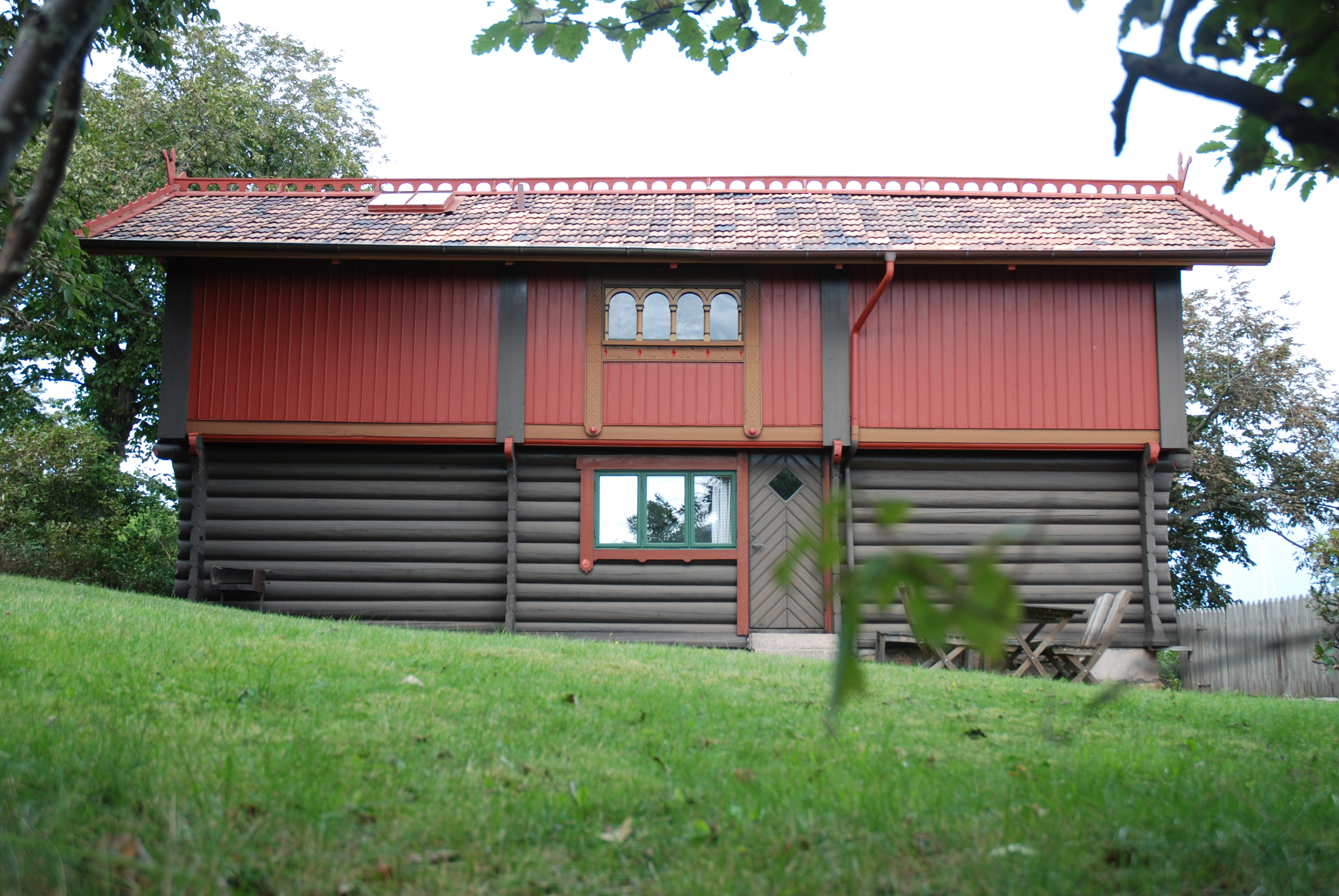
Annexet till Carl Curmans villa i Lysekil

Anton Hugo Hörlin, född 30 juli 1851 i Marstrand, död 12 juli 1894 i Stockholm, var en svensk arkitekt, formgivare och konstindustriell mönsterritare.
Hugo Hörlin studerade vid Chalmerska slöjdskolan 1870–1873 med fortsatta studier 1873–1878 vid Kungliga akademien för de fria konsterna. Under studietiden var han anställd hos Victor von Gegerfelt i Göteborg och hos Magnus Isæus, Ernst Jacobsson, Per Ulrik Stenhammar, Johan Erik Söderlund i Stockholm. Det enda självständigt genomförda byggnadsprojektet var Carl Curmans annexbyggnad i Lysekil 1877.
År 1879 blev Hörlin överlärare i konstindustriell fackteckning vid Tekniska skolan i Stockholm. Han var styrelseledamot i Svenska Slöjdföreningen och som  sekreterare i Konstnärsklubben 1882–1888 genomdrev han beslutet om byggandet av Konstnärshuset. Han tillhörde Opponenterna. Hörlin arbetade även som konstnärlig ledare på Rörstrands porslinsfabrik. Hörlin är representerad vid bland annat Nationalmuseum i Stockholm.
Hans byggnadsproduktion är begränsad, men han ritade Annexet till Carl Curmans villa i Lysekil och fattighuset i Strängnäs (1891).
Hörlin avled i en drunkningsolycka i Södertörns skärgård vid 42 års ålder. Han var far till skulptören Brita Hörlin.